# Zračna luka Hamburg
Zračna luka Hamburg (IATA: HAM, ICAO: EDDH) poznata i kao Zračna luka Hamburg-Fuhlsbüttel (njemački: Hamburg-Flughafen Fuhlsbüttel), je međunarodna zračna luka koja služi gradu Hamburgu. 
Isprva je pokrivala područje od 440.000 m² a od tad je narasla više od deset puta. Danas glavna platforma obuhvaća 320.000 m², ima 54 pozicija za parkiranje i 17 avio-mostova. Zračna luka je 8,5 km sjeverno od centra Hamburga u četvrti Fuhlsbüttel. Postoje dva terminala, svaki sa zgradama u kojima se uz sigurnosnu provjeru nalaze i prodavaonice, restorani, saloni i ostale aerodromske usluge. U zgradama gornja razina je predviđena za odlazak putnika dok je donja dolazak. 
Piste, rulne staze i platforma mogu prihvatiti i najveće avione kao što je Airbus A380 (iako se njegov redovni promet za sada ne očekuje). Zračna luka Hamburg je odlazno mjesto za Zračnu luku Hamburg-Finkenwerder (XFW) gdje se nalazi airbusova tvornica u kojoj se oslikavaju svi A380 te se ugrađuje njihov interijer. 
U 2008. godini kroz Zračnu luku Hamburg prošlo je 12.840,000 putnika i 173.500 aviona s čime je zauzela peto mjesto između 16 njemačkih komercijalnih zračnih luka. Dioničari zračne luke su grad Hambura (51%) i Hochtief AirPort GmbH. (49%).